# Zineb Sekelli
 (août 2023).
La mise en forme du texte ne suit pas les recommandations de Wikipédia : il faut le « wikifier ».
Les points d'amélioration suivants sont les cas les plus fréquents :
- Les titres sont pré-formatés par le logiciel. Ils ne sont ni en capitales, ni en gras.
- Le texte ne doit pas être écrit en capitales (les noms de famille non plus), ni en gras, ni en italique, ni en « petit »…
- Le gras n'est utilisé que pour surligner le titre de l'article dans l'introduction, une seule fois.
- L'italique est rarement utilisé : mots en langue étrangère, titres d'œuvres, noms de bateaux, etc.
- Les citations ne sont pas en italique mais en corps de texte normal. Elles sont entourées par des guillemets français : « et ».
- Les listes à puces sont à éviter, des paragraphes rédigés étant largement préférés. Les tableaux sont à réserver à la présentation de données structurées (résultats, etc.).
- Les appels de note de bas de page (petits chiffres en exposant, introduits par l'outil «  Source ») sont à placer entre la fin de phrase et le point final[comme ça].
- Les liens internes (vers d'autres articles de Wikipédia) sont à choisir avec parcimonie. Créez des liens vers des articles approfondissant le sujet. Les termes génériques sans rapport avec le sujet sont à éviter, ainsi que les répétitions de liens vers un même terme.
- Les liens externes sont à placer uniquement dans une section « Liens externes », à la fin de l'article. Ces liens sont à choisir avec parcimonie suivant les règles définies. Si un lien sert de source à l'article, son insertion dans le texte est à faire par les notes de bas de page.
- La présentation des références doit suivre les conventions bibliographiques. Il est recommandé d'utiliser les modèles {{Ouvrage}}, {{Chapitre}}, {{Article}}, {{Lien web}} et/ou {{Bibliographie}}. Le mode d'édition visuel peut mettre en forme automatiquement les références.
- Insérer une infobox (cadre d'informations à droite) n'est pas obligatoire pour parachever la mise en page.

Pour une aide détaillée, merci de consulter Aide:Wikification.
Si vous pensez que ces points ont été résolus, vous pouvez retirer ce bandeau et améliorer la mise en forme d'un autre article.
Zineb Sekelli, née le 7 avril 1935 à Alger (Algérie), est une cheffe cuisinière, autrice, propriétaire de restaurant, professeur de cuisine, chroniqueuse radio, membre de jury de concours culinaires et présentatrice de télévision algérienne.
Elle est l'autrice d'un livre de gastronomie algérienne, L'Art culinaire à travers l'Algérie, édité en 1973.

## Biographie

### Début et influence de la sphère familiale
Son grand-père paternel tenait à Alger, au début du siècle dernier, un petit restaurant populaire ; elle fut ainsi initiée à l’art de la cuisine.
«Ce ne fut pas toujours facile, —raconte-t-elle dans un portrait dressé par le magazine Cuisine et tendances, — apprendre à devenir femme en ces temps-là, était un apprentissage dur et éprouvant parfois. ».
Zineb est née au Télémly. Elle est l’ainée de quatre enfants, un garçon et trois filles.
C'est à Mostaganem, dès la fin des années 1950, que l'idée d'un projet de livre permettant de perpétuer le patrimoine culinaire algérien lui est venue, en passant chez sa belle-famille sa première fête de l'aïd, indique-t-elle à la web radio Jow+ «J’étais perdue et seule, je ne pouvais pas appeler ma mère pour me guider, je n’ai pas trouvé de livre pour m’orienter, j’ai donc décidé de l’écrire.» relate-elle lors d'une interview au journal El Moudjahid. C'est alors qu'elle commença un long travail de transcription et de mémoire des recettes des différents plats et spécialités algériennes.  
Il aura fallu attendre la fin des années 1960 pour que l'entreprise publique, la SNED, unique entreprise d'édition à cette période, accepte d’éditer L’Art culinaire à travers l’Algérie , une anthologie de la cuisine algérienne à travers plus de 400 recettes des différentes régions du pays.
Le manuscrit a été remis en 1968, le livre a connu un grand succès et fut un best-seller en 1973 année de sa première édition. Il a dû être réédité quelques mois plus tard, en 1974 pour répondre à la forte demande et une troisième fois en 1988 sous les éditions de l'Entreprise nationale algérienne du livre (ENAL).
L’Art culinaire à travers l’Algérie, demeure toutefois une référence importante de la gastronomie algérienne, comme l’indiquent les différentes citations et présences bibliographiques locales ou internationales,.

### Carrière professionnelle
Au-delà de la publication de son livre référence, Zineb poursuivra sa carrière sous différentes formes.
C'est ainsi qu'elle entame une carrière de professeur de gastronomie et art culinaire dans les écoles d’hôtellerie à Alger et à Tizi-Ouzou au sein de l'Institut national des techniques hôtelières et touristiques, ouvert en 1972, où elle a participé à la formation de toute une génération de cuisiniers algériens et africains.
Zineb sera également Chef de restaurants d'établissements hôteliers importants à Alger pour qui elle assure l'inauguration, notamment ceux de l'hôtel El Djazaïr (St-Georges), l'hôtel Dar Diaf en 1984 et le restaurant El Mordjane de l'hôtel Sofitel en 1992. Elle mettra également son savoir-faire au profit des institutions étatiques et notamment le Ministère de la Défense ou la résidence d’État « Djenane El Mithak » pour qui elle réalise l'inauguration en 1983, ainsi que les cérémonies officielles où elle a eu à recevoir des chefs d’états et autres personnalités (roi d'Arabie Saoudite, le président français François Mitterrand…).
Sid Ahmed Ghozali qui occupera différentes fonctions gouvernementales (Ministre, Chef du gouvernement…), alors ambassadeur d’Algérie à Bruxelles, fera également appel à elle en 1984 pour la cérémonie officielle célébrant le trentième anniversaire du déclenchement de la révolution algérienne 1er Novembre, où 1200 convives avaient pris part à la réception.  
Ceci, avant d'entamer une carrière dans les médias et d'animer des émissions télé au sein de la télévision algérienne,  Bon appétit accompagnée de Mehdi (Yades) Adjaout de 2004 à 2006 et radios Chaîne 3 algérienne de 2006 à 2008.
Elle deviendra membre de jury de concours de cuisine et publiera en 2004 un second livre, 30 Menus traditionnels pour le Ramadhan en langue française et arabe, aux éditions Tamgout.

### Publications
- L'Art culinaire à travers l'Algérie, 1973, et rééd.
- 30 Menus traditionnels pour le Ramadhan, 2004, version française
- 30 Menus traditionnels pour le Ramadhan, 2004, version arabe

### Établissements
- Restaurant de l'Hôtel El Djazaïr (St-Georges)
- Restaurant du complexe Matarès Tipaza, 1982
- Restaurant de l'Hôtel Dar Diaf,1984
- Cérémonies officielles du Ministère de la Défense, 1984
- Cérémonies officielles du de la résidence d'État « Djenane El Mithak », 1984
- Ambassade d’Algérie à Bruxelles, 1984
- Restaurant El Mordjane de l'Hôtel Sofitel,1992

### Médias (Présentatrice & chroniqueuse)
- 2004 à 2006 : Émission Bon appétit, télévision algérienne
- 2006 à 2008 : Émission culinaire, radios Chaîne 3 algérienne
- 2010 : Cuisine et Tendances Magazine

### Enseignement
- Institut national des techniques hôtelières et touristiques, Tizi-Ouzou, 1975 à 1982
- Institut Supérieur de l'Hôtellerie et du Tourisme, Hôtel El-Aurassi, Alger, 1981 à 1982
- Institut des Techniques Hôtelières, Boussaâda, 1982